# 甲基-MMDA-2
甲基-MMDA-2（英語：Methyl-MMDA-2，化学名：N-甲基-2-甲氧基-4,5-亚甲二氧基苯丙胺，N-Methyl-2-methoxy-4,5-methylenedioxyamphetamine，或称为：6-甲氧基-MDMA，6-methoxy-MDMA），分子式C12H17NO3，是一种安非他命类迷幻药物，可看作2-甲氧基-4,5-亚甲二氧基苯丙胺（MMDA-2）的N-甲基衍生物或的亚甲二氧甲基苯丙胺（MDMA）的6-甲氧基衍生物。